# Planet Pit
Planet Pit es el sexto álbum de estudio por el rapero cubano Pitbull, lanzado el 17 de junio de 2011 por Polo Grounds Music, Mr. 305 Entertainment, Sony Music y J Records. La producción fue manejada por una variedad de productores de pop y hip hop incluyendo David Guetta, RedOne, Dr. Luke, Jim Jonsin y Soulshock. Musicalmente, el álbum fue creado con la meta que todas las canciones posibles fueran sencillos. El álbum calca las influencias musicales desde la infancia de Pitbull, pasando por merengue, freestyle, cha-cha-cha, hasta Miami bass, hip hop y Dancehall.
El álbum debutó séptimo en el Billboard 200, y en su primera semana vendió 55.000 copias, llevando al álbum de Pitbull a la posición más alta de las listas en Estados Unidos. Este fue el último álbum de Pitbull para la discográfica J Records, dado que ella se disolvió en el verano de 2011.

## Recepción

### Recepción de la crítica
El álbum ha recibido críticas generalmente positivas por parte de la crítica. En Metacritic, que asigna una calificación máxima de cien sobre la base de los principales críticos, el álbum recibió setenta puntos, sobre la base de doce reseñas, que indicaron "Críticas generalmente favorables". Allison Stewart de The Washington Post le dio a Planet Pit una favorable reseña escrita: "Su nuevo disco, "Planet Pit" prescinde de la idea que los álbumes pop deberían consistir en estar llenos de sencillos propuestos por las celebridades coronados con "relleno". Todas las canciones aquí son super-estrellas con colaboración de super-producciones, todas las canciones son petardos". En la reseña de US Magazine, Ian Drew le dio tres de cinco estrellas al álbum, comentando: "Si quieres un gran hit de pop estos días, llama a Pitbull para rapear en el". Concluyó con lo siguiente: "Así que naturalmente, el MC Cubano, con treinta llamadas en su propia lista para su último CD, integrado en su totalidad de petardos en el club". Robert Copsey de Digital Spy le dio al álbum dos de cinco estrellas, diciendo que: "Con otra impresión de los artistas musicales invitados y al mando, hay pocos con tanta energía", y conclyó que "Planet Pit o en su mayor parte sigue siendo la habitual mezcla de hip-hop y líneas de chat-up de mala calidad".
Jody Rosen de la revista Rolling Stone le dio al álbum tres de cinco estrellas, escribiendo: "Hay apariciones especiales de artistas de R&B (Chris Brown), y amantes del género latino (Enrique Iglesias). Hay canciones "copiadas" como Give Me Everything en I Gotta Feeling de The Black Eyed Peas, y Castle Mand of Sand en Love the Way You Lie de Eminem. Pero hay algo encantador sobre el entusiasmo de Pitbull -él suena más como sí mismo cuando está promocionando su marca". David Jeffries de Allmusic le dio cuatro de cinco estrellas al álbum escribiendo: "Ganchos sólidos, brillante producción, trucos de vanguardia, y la de invitados estelares hacen de esto una super-producción emocionante, pero la razón que Planet Pit retiene es el sentido de la diversión a través de repetidas pistas solo lo puede hacer el carisma y la actitud descarada de este gran chico" y concluyó "Esto es un hip-hop con sabor al esfuerzo de un club con las proporciones de Elephunk y otra línea de pleamar para el don de la cúpula de brillo del hip-hop". Jon Caramanica de The New York Times le dio una reseña positiva al álbum, comenzando: "La música es ambiciosa y atractiva, rindiéndose cualquier pretensión de dignidad a favor de este colosal, esta inflamación de progresos y tempos fuertes. [...] Esto también sirve como advertencia para los productores de pop, quienes pueden ahora ver como esto es un ejemplo de "megaclub amigable de dance music" -una vez celebrado con los brazos extendidos como un flagelo de los europeos-".

## Sencillos
- "Hey Baby (Drop It To The Floor)" con T-Pain fue lanzado el 14 de septiembre de 2010 como el primer sencillo del álbum. Alcanzó su punto máximo en séptimo lugar en el Billboard Hot 100 en los Estados Unidos, y el décimo en Canadá y Australia. El sencillo fue comparado por la crítica con las canciones del álbum de David Guetta, One Love.

- "Give Me Everything" con Ne-Yo, Afrojack y Nayer fue lanzado el 18 de marzo de 2011 como el segundo sencillo del álbum. Alcanzó su punto máximo en primer lugar en el Billboard Hot 100, Reino Unido y Canadá, segundo lugar en Alemania, Francia, España y Australia y cuarto lugar en Italia.

- "Rain Over Me" con Marc Anthony fue lanzado el 19 de julio de 2011 como el tercer sencillo del álbum. Alcanzó su punto máximo en trigésimo lugar en el Billboard Hot 100, primer lugar en España, segundo lugar en Francia, séptimo lugar en Alemania y Canadá, y noveno lugar en Australia. El sencillo se caracteriza por ser una canción pop latina cantada en inglés.

- "International Love" con Chris Brown fue lanzado el 1 de noviembre de 2011 como el cuarto sencillo del álbum. Alcanzó su punto máximo en decimotercer lugar en el Billboard Hot 100, tercer lugar en España, sexto lugar en Francia, y décimo lugar en Reino Unido y Canadá.

### Sencillos promocionales
- "Pause" fue lanzado el 7 de junio de 2011, como el primer sencillo promocional del álbum. La canción fue usada para promover el programa de ejercicios físicos Zumba vía videollamadas.[14][15] Debutó y alcanzó su punto máximo en septuagésimo tercero lugar en el Billboard Hot 100 en los Estados Unidos.

- "Shake Senora" fue lanzado el 11 de agosto de 2011, como el segundo sencillo promocional del álbum.[16] Alcanzó su punto máximo en sexagésimo noveno en el Billboard Hot 100 en los Estados Unidos y trigésimo tercero lugar en el Canadian Hot 100. El sencillo contiene un sample de la canción usada para Beetlejuice llamada también Shake Senora. Apareció en el tráiler de la película Hotel Transylvania 3: Summer Vacation.

## Recepción comercial
El álbum debutó en séptimo lugar en el Billboard 200 que en su primera semana vendió cincuenta y cinco mil copias convirtiendo al álbum de Pitbull en el más alto en las listas musicales de álbumes. En septiembre de 2012, el álbum había vendido 477.000 copias en los Estados Unidos.

## Listado de canciones
| Edición estándar |                                                           | |                                         |          |  |
| N.º              | Título                                                    | Escritor(es) | Productor(es)                           | Duración |  |
| 1.               | «Mr. Worldwide (Intro)» (con Vein)                        | Armando C. Pérez, Michaela "Mickey", Gavriel Aminov                                                                         | Vein                                    | 1:24     |  |
| 2.               | «Give Me Everything» (con Ne-Yo, Afrojack y Nayer)        | Pitbull, Nick Van De Wall, Shaffer Smith                                                                                    | Afrojack                                | 4:12     |  |
| 3.               | «Rain Over Me» (con Marc Anthony)                         | Pitbull, RedOne, Marc Anthony, Bilal Hajji, Al Janussi, Rachid Aziz                                                         | RedOne, Rush, Jimmy Joker               | 3:51     |  |
| 4.               | «Hey Baby (Drop It To The Floor)» (con T-Pain)            | Pitbull, Sandy Vee, T-Pain                                                                                                  | Sandy Vee                               | 3:54     |  |
| 5.               | «Pause»                                                   | Pitbull, Abdesamad Abdelouahid, Adrián Santalla, Ari Kalimi, Urales Vargas                                                  | Affect, Drop, DJ Buddha, Apster*        | 3:00     |  |
| 6.               | «Come N Go» (con Enrique Iglesias)                        | Pitbull, Dr. Luke, Benny Blanco, Max Martin, Enrique Iglesias                                                               | Dr. Luke, Benny Blanco                  | 3:50     |  |
| 7.               | «Shake Senora» (con T-Pain y Sean Paul)                   | Pitbull, Clinton Sparks, William Grigahcine, T-Pain, Sean Paul, Ralph de León, Harry Belafonte, Gabriel Oller, Steve Samuel | Clinton Sparks, DJ Snake                | 3:34     |  |
| 8.               | «International Love» (con Chris Brown)                    | Pitbull, Carsten Shack, Peter Biker, Sean Hurley, Claude Kelly                                                              | Soulshock, Biker, Sean Hurley^          | 3:47     |  |
| 9.               | «Castle Made Of Sand» (con Kelly Rowland y Jamie Drastik) | Pitbull, Justin Franks, Jacob Luttrell, Julie Frost, Kelly Rowland, James Huy                                               | DJ Frank E, Jacob Luttrell*             | 3:48     |  |
| 10.              | «Took My Love» (con Redfoo, Vein y David Rush)            | Pérez, Stefan Kendal Gordy, Gravriel Aminov, Urales Vargas, David Mauricio Bowen-Petterson, Neal Conway, Crystal Waters     | Redfoo, Vein, DJ Buddha                 | 4:29     |  |
| 11.              | «Where Do We Go» (con Jamie Foxx)                         | Pitbull, James Scheffer, Marc Kinchen, Danny Morris, Leroy Sánchez, Jamie Foxx                                              | Jim Jonsin, Mr. Morris, Marc Kinchen*   | 3:50     |  |
| 12.              | «Something for the DJs»                                   | Pérez, David Guetta, Nick van de Wall, Rico Love                                                                            | David Guetta, Afrojack, Rico Love       | 3:04     |  |
| 13.              | «Mr. Right Now» (con Akon)                                | Pitbull, Justin Franks, Jacob Luttrell, Akon                                                                                | DJ Frank E, Jacob Luttrell, Akon (co.)* | 3:07     |  |
| 14.              | «Oye Baby» (con Nicola Fasano)                            | Pitbull, Nicola Fasano, Stefano Bosco, Massimiliano Moroldo, Airto Moreira                                                  | Nicola Fasano                           | 2:55     |  |
| 15.              | «My Kinda Girl» (con Nelly)                               | Pitbull, Jamal Jones, Cornell Haynes, Jason Perry, Donnie Scantz                                                            | Polow da Don, Jason Perry*              | 3:40     |  |
| 42:43            |                                                           | |                                         |          |  |

### Créditos
- "Hey Baby (Drop It To The Floor)" tiene una re-versión de Salt-N-Pepa llamada Push It.
- "Pause" tiene una re-versión de Bubble Gutz, escrita por Abdesamad Ben Abdelouahid y producida por Apster.
- "Took My Love" tiene una parte de la composición Gypsy Woman (She's Homeless), escrita por Neal Conway y Crystal Waters y cantada por este último.
- "Oye Baby" tiene una re-versión de ejemplo de Tombo in 7/4 escrita por Airto Moreira.
- "Shake Senora" tiene partes de la composición de Jump In The Line de Harry Belafonte.

## Listas y certificaciones

### Listas: Año 2012
| Alemania        | German Albums Chart                       | 6  |
| Australia       | Australian Albums Chart                   | 5  |
| Australia       | Australian Urban Albums Chart             | 2  |
| Bélgica         | Belgian Albums Chart (Flanders)           | 24 |
| Bélgica         | Belgian Albums Chart (Wallonia)           | 11 |
| Canadá          | Canadian Albums Chart                     | 4  |
| Corea del Sur   | South Korean Albums Chart (Internacional) | 6  |
| Escocia         | Scottish Albums Chart                     | 16 |
| España          | Spanish Albums Chart                      | 5  |
| Estados Unidos  | US Billboard 200                          | 7  |
| Estados Unidos  | US Top Rap Albums                         | 2  |
| Estados Unidos  | US Top R&B/Hip-Hop Albums                 | 3  |
| Estados Unidos  | US Digital Albums                         | 7  |
| Estados Unidos  | US Tastemaker Albums                      | 22 |
| Francia         | French Albums Chart                       | 13 |
| Grecia          | Greek Albums Chart                        | 27 |
| Hungría         | Hungarian Albums Chart                    | 6  |
| Irlanda         | Irish Albums Chart                        | 17 |
| Italia          | Italian Albums Chart                      | 8  |
| México          | Mexican Albums Chart                      | 12 |
| Noruega         | Norgewian Albums Chart                    | 30 |
| Nueva Zelanda   | New Zealand Albums Chart                  | 10 |
| Países Bajos    | Dutch Albums Chart                        | 21 |
| Polonia         | Polish Albums Chart                       | 12 |
| Portugal        | Portuguese Albums Chart                   | 24 |
| República Checa | Czech Albums Chart                        | 33 |
| Reino Unido     | UK Albums Chart                           | 11 |
| Reino Unido     | UK R&B Albums Chart                       | 1  |
| Suiza           | Swiss Albums Chart                        | 2  |

### Listas: Fin de año en 2011
| Alemania  | German Albums Chart     | 43 |
| Australia | Australian Albums Chart | 40 |
| Austria   | Austrian Albums Chart   | 40 |
| Canadá    | Canadian Albums Chart   | 24 |
| Hungría   | Hungarian Albums Chart  | 56 |
| Suiza     | Swiss Albums Chart      | 28 |

### Listas: Año 2012
| Australia | Australian Albums Chart         | 75 |
| Bélgica   | Belgian Albums Chart (Flanders) | 96 |
| Austria   | US Billboard R&B/Hip-Hop Albums | 25 |

### Sucesión en listas
| Predecesor: «Hell: The Sequel» de Bad Meets Evil | UK R&B Albums Chart — Álbum número uno 2 de julio de 2011 — 9 de julio de 2011 | Sucesor: «4» de Beyoncé |

### Certificaciones
| País           | Organismo certificador | Certificación | Simbolización | Ref.   |
| -------------- | ---------------------- | ------------- | ------------- | ------ |
| Alemania       | BVMI                   | Oro           | ●             | [ 54 ] |
| Australia      | ARIA                   | Platino       | ▲             | [ 55 ] |
| Austria        | IFPI - Austria         | Oro           | ●             | [ 56 ] |
| Canadá         | Music Canada           | Platino       | ▲             | [ 57 ] |
| Estados Unidos | RIAA                   | Oro           | ●             | [ 58 ] |
| Francia        | SNEP                   | Oro           | ●             | [ 59 ] |
| México         | AMPROFON               | Platino + Oro | ▲ + ●         | [ 60 ] |
| India          |                        | 3× Platino    | 3▲            | [ 61 ] |
| Hungría        | MAHASZ                 | Oro           | ●             | [ 62 ] |
| Reino Unido    | BPI                    | Oro           | ●             | [ 63 ] |
| Suiza          | IPFI - Suiza           | Oro           | ●             | [ 64 ] |

## Historial de lanzamientos
| País           | Fecha               | Formato              |
| -------------- | ------------------- | -------------------- |
| Australia      | 17 de junio de 2011 | CD, Descarga digital |
| Alemania       | 17 de junio de 2011 | CD, Descarga digital |
| Irlanda        | 17 de junio de 2011 | CD, Descarga digital |
| Países Bajos   | 17 de junio de 2011 | CD, Descarga digital |
| Reino Unido    | 20 de junio de 2011 | CD, Descarga digital |
| Estados Unidos | 21 de junio de 2011 | CD, Descarga digital |
| Dinamarca      | 22 de junio de 2011 | CD, Descarga digital |
| Brasil         | 30 de junio de 2011 | CD, Descarga digital |
| Polonia        | 8 de agosto de 2011 | CD, Descarga digital |

## Nominaciones
| Año  | Ceremonia de premiación | Premio              | Resultado | Ref.   |
| ---- | ----------------------- | ------------------- | --------- | ------ |
| 2011 | Premios Juventud        | Todo lo que toco es | Nominado  | [ 74 ] |